# Preluk
Preluk (ital. auch Circuito di Abbazia oder Circuito del Quarnaro) ist eine ehemalige Motorsport-Rennstrecke an der Kvarner-Bucht im gleichnamigen Badeort östlich von Opatija in Kroatien.

## Geschichte
Die Strecke wurde erstmals 1939 befahren, in dieser Zeit gehörte Opatija noch zu Italien und hieß Abbazia. Nach dem 2. Weltkrieg wurde am 1. September 1946 vom AMZ Hrvatske erstmals ein Motorradrennen ausgetragen, das ab 1950 international ausgeschrieben war und zwischen 1969 und 1977 zuerst als Großer Preis der Adria und später als Großer Preis von Jugoslawien zur Motorrad-Weltmeisterschaft zählte. Des Weiteren wurden in Opatija auch Sportwagenrennen (1950–1959), Rennen zur Formel Junior (1961, 1961 und 1963) und Formel-3-Rennen (1964–1968) ausgetragen.
1973 wurde der Motorrad-Grand-Prix nach mehreren schweren Unfällen bei den vorhergegangenen WM-Läufen und wegen der als gefährlich geltenden Strecke von den Werksteams von Yamaha, Harley-Davidson und MV Agusta boykottiert. Nachdem 1974 der Brite Billie Nelson bei einem Unfall ums Leben gekommen war, starben beim Motorrad-Grand-Prix 1977 Ulrich Graf aus der Schweiz und der Italiener Giovanni Ziggiotto. Außerdem gab es an diesem Rennwochenende insgesamt 19 Verletzte. Diese Vorkommnisse führten zum Ende der Rennaktivitäten auf der Strecke von Opatija.
Um den WM-Status des Großen Preises von Jugoslawien ab der folgenden Saison zu sichern, wurde noch 1977 in direkter Nähe in Rijeka die permanente Rennstrecke des Automotodrom Grobnik gebaut, auf der zwischen 1978 und 1990 der Motorrad-Grand-Prix ausgetragen wurde.

## Streckenbeschreibung
Der landschaftlich schöne, an der Kroatischen Adria gelegene Straßenkurs hatte eine Länge von sechs Kilometern und bestand ausnahmslos aus abgesperrten öffentlichen Straßen. Er hatte jeweils sieben Rechts- und sieben Linkskurven und wurde im Uhrzeigersinn befahren. Start und Ziel befanden sich in einem Sportkomplex in Preluk auf Meeresspiegelhöhe, danach ging es entlang der Adria nordwestlich in Richtung Opatija. Nach einer 180°-Kehre kurz vor der Stadt fuhr man im Hinterland der Küste nach Südosten bis kurz vor Rijeka. In dieser Passage stieg die Piste zeitweise bis auf eine Höhe von 85 Metern an. Nach einer weiteren Kehre ging es über die Küstenstraße zurück bis zur Ziellinie. Er galt aufgrund fehlender Sturzräume als sehr gefährlich.